# 六合村大教堂
六合村大教堂是位于中國山西省清徐县北2公里处清源镇六合村，属于天主教太原教区的一座大型天主教教堂。
六合村的天主教信仰起源于清康熙末年，1884年修建了哥特式教堂，长28米，宽14米，钟楼高22米。1914年，由于教友人数增多，扩建圣堂，堂身总长44米，为方济各圣堂。1966年文革中被毁。1985年3月19日—1986年10月14日，又建成一座长54米、宽22米、钟楼高40米的哥特式大教堂。1994年，又在堂东建三层公教大楼。
六合村有教友近七千人，几乎是全国最大的教友村，以运输（全村近三百辆汽车）和种菜为经济来源。由于信徒太多，因此虽然教堂很大，能容四千多人，但瞻礼还必须做两台弥撒。
六合村还为教会奉献了20位神父。就读修士25位，入修会的修女17人。